# 向日恒喜
向日 恒喜（むかい つねき）は、日本の経営情報学・経営工学者。中京大学経営学部経営学科教授、元学部長。博士（工学）（大阪工業大学）。産業カウンセラー。経営情報学会大会委員会2024理事。経営行動科学学会第25回年次大会実行委員会副委員長。
専門は、経営工学・経営情報学、経営管理論・ナレッジマネジメント、行動科学。

## 略歴
1990年大阪工業大学工学部経営工学科（現：情報科学部データサイエンス学科）卒業。1992年同大学大学院工学研究科経営工学専攻修士課程修了。1997年同大学院工学研究科経営工学専攻博士課程修了（指導：宇井徹雄教授）、博士（工学）（大阪工業大学）。同年、中京大学経営学部講師として着任。2000年同学部助教授、2007年より同学部経営学科教授。その間、2001年8月より1年間、カリフォルニア州立大学チコ校客員研究員。2013年中京大学大学院経営学研究科研究科長。2015年同大学経営学部学部長。2024年中京大学企業研究所副所長。

## 主な所属学会
経営情報学会、日本情報経営学会、日本経営工学会、情報処理学会、実践経営学会。

## 主な受賞
経営情報学会論文賞（2016）・AIS関連国際発表奨励賞（2017）。

## 主な著書
- 経営情報論（共著、中央経済社1998、学術書）
- 人間と情報システム-アンケート調査による研究（税務経理協会2000）
- 経営情報システム論を学ぶ人のために（共著、世界思想社2001、学術書）
- 現代経営とネットワーク（共著、同文舘2004、学術書）

## 主な研究
- 高度な情報システムにおける対人接触の影響に関する実証的研究[3]
- 企業組織におけるコミュニケーション・メディアの選択に関する研究
- 企業組織におけるソーシャル・キャピタルと知識創造プロセスとの関係
- ナレッジ・マネジメントとソーシャル・キャピタル
- 電子コミュニケーション環境における信頼とその周辺概念